# NGC 3779
NGC 3779 (również IC 717 lub PGC 36084) – galaktyka spiralna (Scd), znajdująca się w gwiazdozbiorze Pucharu. Odkrył ją Andrew Common w 1880 roku.